# Cerimônia de encerramento da Universíada de Verão de 2009

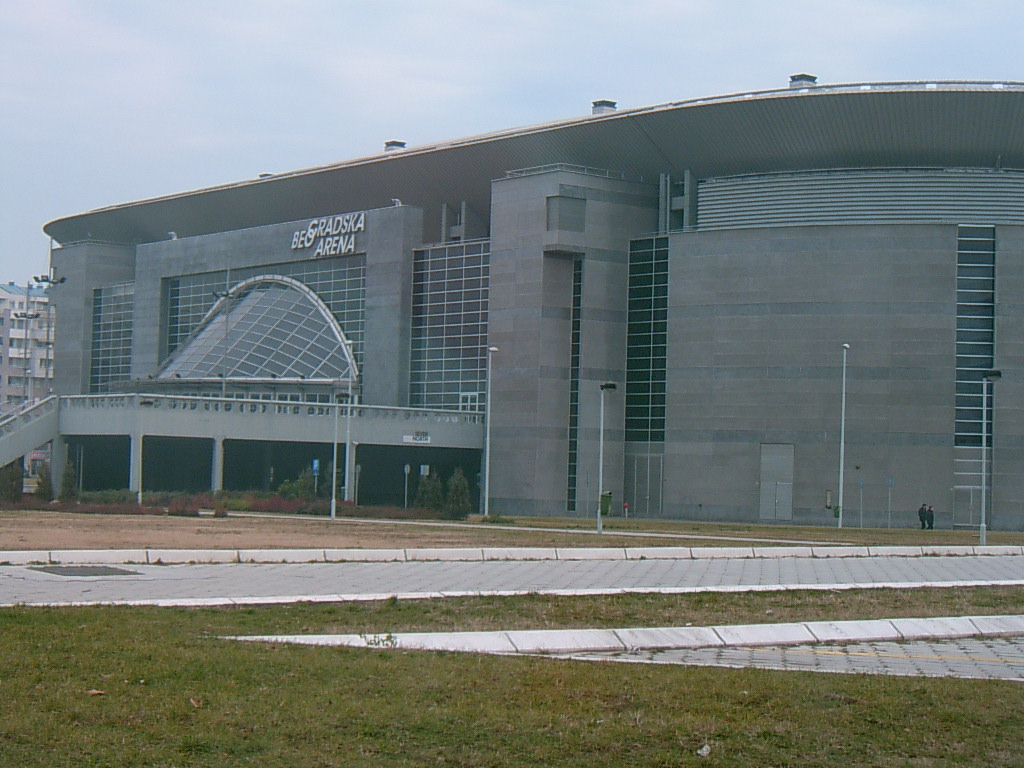
Beogradska Arena, local da cerimônia de encerramento.

A cerimônia de encerramento da Universíada de Verão de 2009 foi realizada em 12 de julho de 2009 no Beogradska Arena em Belgrado na Sérvia e, pela primeira vez na história das Universíadas, num estádio fechado (indoor).